# Kix (kênh truyền hình châu Á)
KIX là một kênh truyền hình trả tiền Đông Nam Á thuộc sở hữu của Celestial Tiger Entertainment. Chương trình của kênh được nhắm mục tiêu hướng tới người lớn từ 18 đến 45 tuổi. Kênh phát sóng kết hợp nội dung châu Á (đáng chú ý là các chương trình của Hàn Quốc) với các chương trình phương Tây và thu hút khán giả mục tiêu cốt lõi từ quốc tế đặc biệt là nam giới.
Đơn vị biên tập nội dung của KIX được đặt tại Đài Truyền hình Việt Nam (VTV).

## Khối chương trình
Kênh đã được cấp phép phát sóng các giải đấu võ thuật và nội dung quốc tế bao gồm Bellator MMA, Mad Dogs, Top Gear Korea, Đội đặc nhiệm TEN và Trò đùa của Thượng đế. Năm 2012, KIX đã có quyền phát sóng đầu tiên và độc quyền để đưa Giải đấu Bóng bầu dục nội y, "giải đấu thể thao phát triển nhanh nhất nước Mỹ", đến châu Á trong một thỏa thuận hợp tác phát sóng nhiều năm.

### Thể thao đối kháng
Một trụ cột của MMA và các giải đấu liên quan đến chiến đấu thường khởi chiếu vào thứ Hai và thứ Ba lúc 10 giờ tối (HK / SG / PHIL / MYT), 9 giờ tối (JKT / TH / VN) và Thứ Bảy lúc 7 giờ tối (HK / SG / PHIL / MYT) 6 giờ tối (JKT / TH / VN). Các chương trình được phát sóng trong khối này bao gồm BAMMA, Bellator MMA, Road FC, Kunlun Fight, Enfusion, SFL, Australian FC, Glory World Series, M-1 Challenge, Pacific Xtreme Combat và Rizin FF.

### Hành động thực tế
Hàng loạt các sự kiện thể thao không chiến đấu và không chiến đấu từ thể loại thực tế. Các chương trình được phát sóng trong khối này bao gồm Đồ lót bóng đá, Lucha ngầm, Top Gear Korea, Top Gear USA, Top Gear Australia, Car Matchmaker, Car Crash, The Incredible Mr Goodwin, Steve Austin 'Broken Skull Challenge ', White Collar Brawler, Tornado Hunters, Lái xe, Burger vĩ đại tiếp theo, Brocation cuối cùng, Thiết bị thứ năm, Kết thúc cực đoan, Cuộc đào thoát vĩ đại, Điều gì đã đi xuống, XRC,,, Khó nhất của Anh, Tuyến đường thay thế, Bản sửa lỗi WeekEnd, Ảo tưởng về Grandeur, Escape và Trigger Happy.

### Chương trình truyền hình hành động
Phim truyền hình và phim truyền hình quốc tế vững chắc bắt nguồn từ thể loại phiêu lưu hành động. Các chương trình được phát sóng trong khối này bao gồm Nhóm đặc biệt TEN, Quiz From God, SAF3, Mad Dogs, Fleming: The Man Who would Be Bond, Girl Killer K và Cheo Yong.

### Phim hành động
Các bộ phim bom tấn hành động từ châu Á, Hollywood và hơn thế nữa với các buổi chiếu ra mắt thường xuyên vào thứ Tư lúc 10 giờ tối (HK / SG / PHIL / MYT), 9 giờ tối (JKT / TH) và thứ bảy lúc 9 giờ tối (HK / SG / PHIL / MYT), 8 giờ tối JKT / TH). Các chương trình được phát sóng trong khối này bao gồm First Blood, Rocky, A Millionaire on the Run, New Police Story, The Mechanic và Drive Angry.

### Lupe Fiasco's Beat N Path
Vào tháng 3 năm 2018, rapper người Mỹ Lupe Fiasco đã công chiếu bộ phim tài liệu truyền hình ba phần có tên Beat N Path, nơi anh bắt đầu hành trình vòng quanh Trung Quốc để theo đuổi đam mê võ thuật. Bộ phim tài liệu này là một sự tôn vinh dành cho người cha quá cố của ông, một bậc thầy lớn và điều hành một trường võ thuật ở Chicago.